# وداعا للعذاب (فلم)
وداعاً للعذاب فيلم درامي رومانسي مصري  للمخرج أحمد يحيى عام 1978، كتب السيناريو والحوار علي الزرقاني. الفيلم من بطولة نجلاء فتحي وحسين فهمي ومحمود عبد العزيز وعقيلة راتب  وتدور الأحداث حول الشابة اليتيمة ليلى التي تنتقل للسكن في غرفة بجوار غرفة ثلاثة من الشباب الذين يتنافسون في حبها.
صدر الفيلم إلى دور العرض المصرية في أول أغسطس 1981.
منح موقع قاعدة بيانات الأفلام العربية «السينما.كوم» الفيلم درجة 4.8/ 10.

## طاقم التمثيل
نجلاء فتحي: في دور ليلى
حسين فهمي: في دور نور
محمود عبد العزيز: في دور صلاح
عقيلة راتب: في دور زنوبة
سمير حسني: في دور عادل
زيزي مصطفى: في دور سلوى (ابنة خال نور)
صلاح نظمي: في دور خال نور
صافيناز الجندي: في دور فهيمة (المريضة النفسية)
حسن حسين: في دور المعلم حسن
رشوان مصطفى: في دور طبيب الزيارة المنزلية
منى عبد الله: في دور الممرضة
عبد المنعم النمر: في دور طبيب المستشفى
علي المعاون: في دور إبراهيم السمسار
سهير رضا: في دور أم حسن
عمران بحر: في دور القهوجي
علي عز الدين: في دور جراح المستشفى
لويس يوسف: في دور صبي المعلم حسن
إبراهيم قدري: في دور خولي عزبة الخال
صالح الإسكندراني: في دور عم صالح (سفرجي الخال)
بالاشتراك مع: إبراهيم السيد – وفاء عبد الحليم 

## أحداث الفيلم
تقرر ليلى (نجلاء فتحي) الفتاة اليتيمة، النزوح إلى القاهرة التماساً للرزق بعد موت والدتها. تعثر ليلى بصعوبة على غرفة فوق سطح مبنى تمتلكه السيدة زنوبة (عقيلة راتب)، ويسكن في الطابق أسفلها ثلاثة من الطلبة الفقراء: الأول نور (حسين فهمي) طالب السنة النهائية بكلية الهندسة، الذي يتلقى مساعدة مالية شهرية من خاله الثري (صلاح نظمي) بعد التوقيع على كمبيالات يسدد قيمتها عقب تخرجه، وتحبه ابنة خاله سلوى (زيزي مصطفى) بينما لا يبادلها نفس الشعور لقناعته بالفارق المادي بينهم. والثانى صلاح (محمود عبد العزيز) الفاشل بكلية التجارة بسبب ولعه بالملاكمة، وسعيه للإيقاع بالفتيات. والثالث عادل (سمير حسني) طالب الطب البيطري، ابن الفقراء، الذي يطمع عمه الثرى في تزويجه من ابنته بخاطرها، التي تفوقه في الطول، ويتهرب عادل منها. تتمكن ليلى من الحصول على وظيفة عثرت عليها من إعلانات الصحف، وتكتشف انها عبارة عن مرافقة مريضة نفسية، تدعى فهيمة (صافيناز الجندي)، ويحذرها فهمي شقيق المريضة، من صعوبة المهمة، ولكنها أمام الحاجة، تضطر للموافقة، ويرهقها العمل في خدمة فهيمة. يعجب الشبان الثلاثة بليلى، ويتسابقون للفوز بقلبها، ولكنها تميل إلى نور، الوقور المهتم بدراسته، والذي يحس بهمها، ويعرض عليها الزواج وتوافق. يغضب صلاح ويقرر ترك السكن. تعاني ليلى من مرض صدري، وتسقط في إغماء طويل، وهنا يسارع صلاح بإحضار الطبيب (رشوان مصطفى) الذي يطلب تحاليل وأشعة تثبت وجود مياه بالرئتين، ويتطلب ذلك دخولها المستشفى. يتكفل الشباب بمصاريف المستشفى، ويصارحهم طبيب المستشفى (عبد المنعم النمر) بحاجتها لجراحة عاجلة، تتكلف 300 جنيه، ويسارع الشباب بعمل المستحيل لتوفير المبلغ. تتم الجراحة بنجاح، ويسرع صلاح وعادل لإحضار المأذون، بينما يبقى نور مع حبيبته ليلى بالمستشفى.

## نسخة قديمة من الفيلم
فيلم «وداعاً للعذاب» هو إعادة لفيلم المخرج حلمي حليم «أيامنا الحلوة» الذي صدر لدور العرض المصرية في مارس 1955 وحقق نجاحا كبيراً نظراً لطاقم النجوم الأشهر في ذلك الوقت: عمر الشريف وفاتن حمامة وألمع مطرب وقتها، عبد الحليم حافظ، ثم أحمد رمزي وزهرة العلا وزينات صدقي. واحتل «أيامنا الحلوة» المركز 83 على «قائمة أفضل مئة فيلم في مئوية السينما المصرية» (حسب استفتاء النقاد بمناسبة مرور 100 عام على أول عرض سينمائى بالأسكندرية (1896- 1996).
ويقول الناقد محمود قاسم عن ظاهرة إعادة إنتاج الأفلام القديمة، إنها ظاهرة أمريكية، حيث أعادت السينما الأمريكية في السبعينات والثمانينات تقديم أفلام السينما الفرنسية مرة أخرى، وأَضاف أن المخرج حسن الأمام أعاد الكثير من أفلامه التي أخرجها وهو مخرج شاب ومنها فيلم «غضب الوالدين» وفيلم «وبالوالدين إحسانًا»، مشيرا إلى أن السيناريست علي الزرقاني أعاد عدد لا بأس به من أعمال الكاتب أبو السعود الإبياري، والفنانة نجلاء فتحي أعادت الكثير من أعمال الفنانة فاتن حمامة، موضحا أن الأمر به جانب جيد وهو عرض الأعمال الشهيرة بنجوم الوقت الذي يتم إعادة تقديمها فيه، وشق سلبي هو تكرار الأعمال التي قٌدمت من قبل وحرمان أعمال جيدة جديدة من الخروج للنور.

## وصلات خارجية
- مقالات تستعمل روابط فنية بلا صلة مع ويكي بيانات
- وداعاً للعذاب على موقع الدهليز
- وداعاً للعذاب على موقع كاروهات